# Призрачен ездач (филм)
„Призрачен ездач“ (на английски: Ghost Rider) e американски филм от 2007 г. на режисьора Марк Стивън Джонсън с участието на Никълъс Кейдж.

## Продължение
На 9 февруари 2007 г. продуцентът Ави Арад обяви на пресконференция разработването на „Призрачен ездач 2“. Филмът е озаглавен „Призрачен ездач 2: Духът на отмъщението“ и излиза на 17 февруари 2012 г.

## В България
В България филмът е пуснат по кината на 23 февруари 2007 г. от Александра Филмс.
На 25 юни 2007 г. е издаден на DVD от Прооптики.
През 2012 г. е излъчен за първи път по bTV до 2014 г.
През 2015 г. се излъчва и по каналите на NOVA Broadcasting Group.
Дублажи
| Озвучаващи артисти  | Милица Гладнишка Яна Огнянова Георги Тодоров Камен Асенов Иван Велчев |
| Преводач            | Антония Халачева                                                      |
| Тонрежисьор         | Радослав Колев                                                        |
| Режисьор на дублажа | Кирил Бояджиев                                                        |

| Озвучаващи артисти  | Христина Ибришимова Александър Митрев Силви Стоицов Николай Николов Светозар Кокаланов |
| Преводач            | Миряна Мезеклиева                                                                      |
| Тонрежисьор         | Димитър Кукушев                                                                        |
| Режисьор на дублажа | Димитър Кръстев                                                                        |